# 極權主義民主
極權主義民主（英語：Totalitarian Democracy）是民主政治的一种形式，意指极权主义制度之下的民主。是一种基于意识形态和大众狂热支持的独裁主义政治，与君权神授的独裁体制下或者专制之下的暴君行使的绝对权力全然不同。以色列著名史学家雅各布·托曼认为，西方现代极权主义民主主要呈现为左翼極權主義民主以及右翼極權主義民主，前者将人类及其理性和救市主义作为理论根基，后者将共同体独立的存在实体、国家政权以及民族或种族作为理论根基。

## 诞生背景
左翼極權主義民主以及右翼極權主義民主共同秉承了18世纪法国大革命的暴力传统，19世纪上半叶，两种民主模式分道扬镳，形成了以列宁主义、斯大林主义为代表的布尔什维克左翼極權主義民主模式以及以希特勒纳粹主义为代表的右翼極權主義民主模式。托曼认为卢梭的“公意”概念成为极权主义民主政治的主要驱动力。

## 主要特点
- 乌托邦意识形态
- 领袖崇拜下的群众运动
- 党国一体 全面控制
- 孤独和恐怖。
- 敌人和持续的政治运动
- 反文明、反制度、反功利和反人性[2]